# Lý Anh Tông
Lý Anh Tông, né sous le nom Lý Thiên Tộ en 1136 et mort en 1175, est l'empereur du Đại Việt (ancêtre du Viêt Nam) de 1138 à 1175 et le sixième représentant de la dynastie Lý.

## Biographie

### Arrivée sur le trône
À la mort de son père Lý Thần Tông en 1138, Lý Anh Tông lui succède sur le trône du Đại Việt alors qu'il n'a que trois ans.
La régence est alors assurée par sa mère, Lê Thị.

### Son règne
Au cours de son règne, Lý Anh Tông fait du bouddhisme la religion officielle du pays.

### Succession
À sa mort en 1175, son sixième fils Lý Cao Tông, lui succède à la tête du pays.